# Nora Salinas
Nora Alicia Ortiz Salinas (ur. 7 czerwca 1976) – meksykańska aktorka filmowa i telewizyjna.

## Życie osobiste
Była dwukrotnie zamężna, najpierw z Miguelem Borbolla w latach 2002-2004, z którym ma syna José Miguela, następnie z Mauricio Béckerem w latach 2009-2012, z którym ma córkę Scarlett Bécker Ortíz.

## Wybrana filmografia
- 1997: Esmeralda jako Graciela 'Gracielita' Peñarreal Linares de Valverde
- 1999: Rosalinda jako Fedra Pérez Romero
- 2000-2001: Mała księżniczka jako Estefania Gamboa de Larios
- 2009: Verano de amor jako Paulina Duarte
- 2012: Ukryta miłość  jako Aurora
- 2013: Burza jako Tia Rebeca
- 2014: La Malquerida jako Juliana Salmerón de Palacios

## Nagrody

### Premios TVyNovelas
| Rok  | Kategoria                      | Telenowela               | Wynik     |
| ---- | ------------------------------ | ------------------------ | --------- |
| 2007 | Najlepsza aktorka drugoplanowa | La fea más bella         | Nominacja |
| 2000 | Najlepsza złoczyńczyni         | Rosalinda                | Nominacja |
| 1998 | Najlepsza aktorka drugoplanowa | Esmeralda                | Wygrana   |
| 1997 | Najlepsze kobiece objawienie   | Confidente de secundaria | Nominacja |

### Premios Diosa de Plata
| Rok  | Kategoria                    | Film       | Wynik   |
| ---- | ---------------------------- | ---------- | ------- |
| 2006 | Najlepsze kobiece objawienie | Cicatrices | Wygrana |